# كاليك (قمر)
القمر كاليك (بالإنجليزية: Kalyke)‏ المعروف أيضاً باسم المشتري الثالث والعشرون (بالإنجليزية:  Jupiter XXIII)‏، هو قمر طبيعي غير نظامي يتحرك بحركة تراجعية تابع لكوكب المشتري.
و ينتمي هذا القمر إلى مجموعة كارم المكونة جميعها من أقمار غير نظامية وتتحركة بحركة تراجعية دائرة حول المشتري على مسافة تتراوح بين 23 و 24 جيجامتر وزاوية ميلان تبلغ تقريباً 165°.

## اكتشافه
اكتشف هذا القمر فريق من علماء الفلك من جامعة هاواي بقيادة سكوت شيبارد في عام 2000 للميلاد، وتمت تسميته مؤقتاً بالاسم S/2000 J 2.

## خصائصه
يدور هذا القمر حول كوكب المشتري على مسافة متوسطة تبلغ 23,181 ميغامتر في 721.021 يوماً، بزاوية ميل يبلغ قدرها 166 درجة في اتجاه (°165 من خط الاستواء في المشتري) حسب مسير الشمس مع شذوذ مداري يبلغ قدره 0.2140.
و يبلغ قطر هذا القمر حوالي 5.2 كيلومترات.